# Repräsentantenhaus (Grenada)
Das Repräsentantenhaus von Grenada (englisch House of Representatives) ist das Unterhaus im Zweikammersystem von Grenada.
Das Parlament besteht aus einem Senat (dreizehn Mitglieder) und einem Repräsentantenhaus (fünfzehn Mitglieder). Während die Senatoren von der Regierung und der Opposition ernannt werden, werden die 15 Abgeordneten des Repräsentantenhauses von der Bevölkerung für fünfjährige Legislaturperioden in 15 Einerwahlkreisen direkt gewählt. Aktiv und passiv wahlberechtigt sind Bürger des Commonwealth of Nations mit Wohnsitz auf Grenada ab 18 Jahren.

## Wahlen
Die Wahlen am 19. Februar 2013 gewann die bis dahin oppositionelle, konservative New National Party und erhielt alle 15 Sitze. Der bislang regierende National Democratic Congress ging somit leer aus. Auch bei der Parlamentswahl 2018 errang die NNP alle Sitze.

## Frühere Wahlergebnisse
7. Dezember 1976: Grenada United Labour Party (GULP) 9; People’s Alliance 6
3. Dezember 1984: New National Party (NNP) 14; Grenada United Labour Party (GULP) 1
13. März 1990: National Democratic Congress (NDC) 7; Grenada United Labour Party (GULP) 4; National Party (NP) 2; New National Party (NNP) 2
20. Juni 1995: New National Party (NNP) 8; National Democratic Congress (NDC) 5; Grenada United Labour Party (GULP) 2
18. Januar 1999: New National Party (NNP) 15
27. November 2003: New National Party (NNP) 8; National Democratic Congress (NDC) 7
8. Juli 2008: National Democratic Congress (NDC) 11; New National Party (NNP) 4
19. Februar 2013: New National Party (NNP) 15;
13. März 2018: New National Party (NNP) 14; Unabhängiger 1

## Sprecher des Parlaments

### Speaker of the Legislative Council
| Name            | Amtsantritt | Ende der Amtszeit |
| --------------- | ----------- | ----------------- |
| F. J. Archibald | 1963        | 1966              |

### Speaker of the House of Assembly
| Name            | Amtsantritt | Ende der Amtszeit |
| --------------- | ----------- | ----------------- |
| F. J. Archibald | 1966        | 1967              |

### Speakers of the House of Representatives
| Name                            | Amtsantritt     | Ende der Amtszeit |
| ------------------------------- | --------------- | ----------------- |
| Hon. George E. D. Clyne         | 1967            | 1973              |
| Hon. R. C. P. Moore             | 1973            | Juni 1976         |
| Hon. Allison Reason             | Juli 1976       | 1979              |
| In abeyance (unbesetzt)         | 1979            | 1984              |
| Hon. Hudson Scipio              | 1984            | Februar 1990      |
| Hon. Marcel Peters              | April 1990      | Juni 1995         |
| Hon. Sir Curtis Strachan        | 1995            | 1. Januar 2003    |
| Hon. George McGuire             | 17. Januar 2003 | 29. Oktober 2003  |
| Hon. Sir Lawrence Albert Joseph | 9. Januar 2004  | 3. Juni 2008      |
| Hon. George McGuire             | 30. August 2008 | 9. Januar 2013    |
| Hon. Michael Pierre             | 27. März 2013   |                   |